# Lijst van Zweedse ambassadeurs in de Verenigde Staten
Dit is een lijst van Zweedse afgevaardigden en ambassadeurs in de Verenigde Staten. Sinds 1947 is Zweden in de Verenigde Staten vertegenwoordigd door een ambassadeur, voorheen had deze een andere functie, zoals bijvoorbeeld charge d'affaire of hoofd van de missie. 
- 1782 Samuel Gustaf Hermelin
- 1812–1819 Johan Albert Kantzow
- 1819–1831 Berndt Robert Gustaf Stackelberg
- 1831-1833 David Gustaf Anckarloo
- 1834-1837 Severin Lorich
- 1838-1845 Gustaf af Nordin
- 1845-1850 Adam Christoffer Lovenskiold
- 1850-1854 Georg Sibbern
- 1854-1858 Georg Sibbern
- 1858-1860 Nils Erik Wilhelm af Wetterstedt
- 1861-1864 Carl Edward Vilhelm Piper
- 1864-1870 Nils Erik Wilhelm af Wetterstedt
- 1870-1875 Oluf Stenerson
- 1876-1884 Carl Lewenhaupt
- 1884-1888 Gustaf Lennart Reuterskiöld
- 1889-1906 Johan Anton Wolff Grip
- 1907-1910 Herman Lagercrantz
- 1910-1911 Albert Ehrensvärd
- 1912-1920 August Ekengren
- 1921–1926 Axel Fingal Wallenberg
- 1925–1945 Wollmar Boström
- 1945-1948 Herman Eriksson
- 1948–1958 Erik Boheman
- 1958–1964 Gunnar Jarring
- 1964-1972 Hubert de Besche
- 1972 Yngve Möller  (aangewezen maar nooit aangesteld vanwege een breuk in de Zweeds-Amerikaanse onderlinge relaties)
- 1974–1989 Wilhelm Wachtmeister
- 1989–1993 Anders Thunborg
- 1993–1997 Henrik Liljegren
- 1997–2000 Rolf Ekéus
- 2000–2005 Jan Eliasson
- 2005–2007 Gunnar Lund
- 2007–2013 Jonas Hafström
- 2013-2017 Björn Lyrvall